# 模擬信號
模拟信号（英語：analog signal）是指在時域上數學形式為連續函數的訊號。與類比訊號對應的是數位訊號，後者採取分立的邏輯值，而前者可以取得連續值。類比訊號的概念常常在涉及電的領域中被使用，不過經典力學、水力學、空氣動力學（Pneumatic）等學科有時也會使用類比訊號的概念。

## 概述
類比訊號利用對象的一些物理屬性來表達、传递信息。例如，非液體氣壓表利用指針螺旋位置來表達壓力資訊。在電學中，電壓是類比訊號最普遍的物理媒介，除此之外，頻率、電流和電荷也可以被用來表達類比訊號。
任何的資訊都可以用類比訊號來表達。這裡的訊號常常指物理現象中被測量對變化的響應，例如聲音、光、温度、位移、壓力，這些物理量可以使用傳感器測量。模拟訊號中，不同的時間點位置的訊號值可以是連續變化的；而對於數位訊號，不同時間點的訊號值總是處於預先設定的離散點，因此如果物理量的真實值不能在這些預設值中被找到，那麼這時數位訊號就與真實值存在一定的偏差。

## 分辨率
理論上，類比訊號的分辨率趨近無窮大。不過在實際情況中，類比訊號的分辨率常常會受雜訊和訊號擺率（Slew Rate）的限制。因此，現實中的類比訊號和數位訊號的分辨率和頻寬都有一定的限制。在一些非常複雜的類比系統中，諸如非線性問題和雜訊等效應會降低類比訊號的分辨率，以至於此時它的分辨率甚至低於特定的數位訊號系統。類似的，當數位系統變得複雜時，數位資料流裡會產生錯誤。在實際的系統中，往往需要綜合應用兩種形式的訊號，從而使系统獲得最好的工作性能。

## 优点
模拟信号的主要优点是其精确的分辨率，在理想情况下，它具有无穷大的分辨率。与数字信号相比，模拟信号的信息密度更高。由于不存在量化误差，它可以对自然界物理量的真实值进行尽可能逼近的描述。
模拟信号的另一个优点是，当达到相同的效果，模拟信号处理比数字信号处理更简单。模拟信号的处理可以直接通过模拟电路元件（例如运算放大器等）实现，而数字信号处理往往涉及复杂的算法，甚至需要专门的数字信号处理器。

## 缺點
類比訊號的主要缺點是容易受到雜訊（訊號中不希望得到的隨機變化值）的影響。訊號被多次複製，或進行長距離傳輸之後，這些隨機雜訊的影響可能會變得十分顯著。在電學裡，使用接地封鎖（Shield）、線路良好接觸、使用同軸電纜或雙絞線，可以在一定程度上緩解這些負面效應。
雜訊效應會使訊號產生失真，失真後的類比訊號幾乎不可能再次被還原，因為對所需訊號的放大會同時對雜訊訊號進行放大。如果雜訊頻率與所需訊號的頻率差距較大，可以透過引入電子濾波器，過濾掉特定頻率的雜訊，但是這一方案只能盡可能地降低雜訊的影響。因此，在雜訊在作用下，雖然類比訊號理論上具有無窮分辨率，但並不一定比數位訊號更加精確。
儘管數位訊號處理演算法相對複雜，但是現有的數位訊號處理器可以快速地完成這項任務。電腦等系統逐漸普及也使得數位訊號的傳播和處理變得更加方便。諸如照相機等設備都逐漸實現數位化，儘管它們最初必須以類比訊號的形式接收真實物理量的資訊，最後都會透過類比數位轉換器轉換為數位訊號，以方便電腦進行處理，或透過網際網路進行傳輸。

## 將類比訊號數位化的理由
- 類比系統較容易受到雜訊的影響，而數位系統則較不易受雜訊影響。並且，對於長距離傳輸，可以在路徑上的任何位置，無誤差的重新產生和原始訊號相同的信號，並且傳輸通過該位置後所剩下的距離。
- 在類比系統中，要在相同傳輸架構下整合不同的服務相對數位系統更加困難。所以，實務上，我們一般以數位方式呈現影像以及聲音。
- 數位傳輸系統不須因信號源的性質而有所改變。例如，數位傳輸系統可以用10kbps的速率來傳輸聲音或者傳輸電腦資訊，而這是類比系統不易達成的。
- 處理類比信號的電路較不容易複製，並且數位電路對於溫度或震動等的影響較不敏感。
- 我們很容易描述數位訊號的特徵，而且一般數位訊號的振幅範圍與變化都比類比訊號來的更小，所以從硬體設計的角度來看，更加容易。

雖然，幾乎所有的傳遞媒介，例如電纜、無線電波、光纖等，應用在數位或類比訊號上都可以，但是數位技術相較於類比技術，可以更有效的利用這些媒介，例如以下所說的方法，更容易應用在數位技術：
- 媒介分享策略，例如說多工技術，應用於數位傳輸比起類比傳輸更加容易。
- 有許多技術，例如對訊號源的編碼，可以很好地移除在數位傳輸系統中的累贅資訊，降低真正的傳輸資訊量，節省頻寬。
- 有許多技術，例如頻道編碼，可以將累贅資訊加到數位傳輸中，達到校正接收器端的傳輸誤差的效果。
- 數位技術相較於類比技術，更容易制定出嚴謹的全球標準與規範。標準與規範可以保證我們即使不同的製造商生產出不同特性的通訊元件，他們之間仍可以有一定的互通性。
- 其他技術，如等化效應之頻道補償技術，相較於類比傳輸，也更容易應用在數位傳輸技術上。

## 调制
利用信号的调变技术，可以将信号转换成所需要的不同性质的模拟信号。例如，可以对正弦载波进行调幅、调频来达到特殊的工作目的。